# Marco Luci
Marco Luci (Roma, 7 aprile 1956) è un autore televisivo italiano.
Autore e ideatore di programmi e format TV di successo: I cervelloni , Ciao Darwin , Fantastica italiana , Chi ha incastrato Peter Pan?, Venice Music Awards.

## Biografia
Laureato in Sociologia all'Università La Sapienza di Roma con 110 lode con una tesi su cinema e tv, negli anni '80 collabora con Filmcritica, Avanti!, l'Europeo. Dai primi anni '90 è autore per Rai e Mediaset. Fa parte del gruppo storico, con Stefano Jurgens e Federico Moccia, di autori di Paolo Bonolis. È giornalista pubblicista.
Collabora con alcune riviste e magazine del settore media e tv, anche online. Ha tenuto corsi per Master in 'scrittura creativa' presso la Luiss Business School of Rome. Ha collaborato con diversi festival e rassegne di comici: 'Riso in Italy', 'Comic Festival' e 'Comic Show'. Scrive abitualmente per 'Il Decoder' diretto da Cesare Lanza.

## Televisione

### Autore televisivo (parziale)
- Fantastico (Rai 1, 1990–1994)
- La nave di capodanno 1992[2]
- Donna sotto le stelle (Rai 1, 1993)
- Pavarotti and Friends (Rai 1, 1992-1993)
- L' acchiappavacanze (Rai1, 1993)[2]
- Miss Italia 1993 / Aspettando Miss Italia 1993 (1993)[2]
- Miss Italia nel mondo (1993)[2]
- I cervelloni (Rai 1, 1994–1998)[3]
- Miss Italia 1994 / Aspettando Miss Italia 1994 (1994)[2]
- Miss Italia nel mondo (1994)[2]
- Fantastica italiana (Rai 1, 1995–1996)
- Su le mani (Rai 1, 1996)
- Faccia tosta (Rai 1, 1998)
- Ciao Darwin (Canale 5, 1998–2000)
- Chi ha incastrato Peter Pan? (Canale 5, 1999–2000, 2017)
- Italiani (Canale 5, 2001)
- Donna sotto le stelle (Canale 5, 2002)
- Stelle a quattro zampe (Canale 5, 2002)
- Domenica in (Rai 1, 2003–2006, 2018-2025)[2]
- Venice Music Awards (Rai 2, 2005–2009)
- Suonare Stella (Rai 2, 2006)
- Questa Domenica (Canale 5, 2008-2009)
- Buongiorno Cielo (Sky, 2011)
- I Migliori Anni (Rai1, 2013)
- Linea Verde (Rai1, 2015-2016)
- Il sabato italiano (Rai1, 2017-2018)